# David Slade
David Slade (1969. szeptember 26. –) brit filmrendező, karrierjét videóklipekkel kezdte, olyan előadók klipjeivel, mint az Aphex Twin, Rob Dougan, a System of a Down, a Stone Temple Pilots, Tori Amos vagy a Muse. Első játékfilmjét 2005-ben mutatták be Cukorfalat címmel.

## Élete
2005-ben mutatták be a Cukorfalat című filmjét a Lions Gate Entertainment kiadásában; a stúdió a független filmet a Sundance Filmfesztiválon vásárolta meg. 2007-ben a 30 Days of Night című vámpírfilmet rendezte. A Summit Entertainment szerződtette a rendezőt az Alkonyat-filmsorozat harmadik részének megfilmesítésére, melyet 2010 nyarán mutatnak be Alkonyat – Napfogyatkozás címmel. Slade következő projektje a Cold Skin című regény filmváltozata lesz.

## Filmográfia

### Rövidfilmek
- I Smell Quality (1994)
- Do Geese See God? (2004)
- MEATDOG: What’s Fer Dinner (2008)[6]

### Játékfilmek
- Cukorfalat (2005)
- 30 Days of Night (2007)
- Alkonyat – Napfogyatkozás (2010)
- Cold Skin (?)[7]

### Televíziós sorozatok
- Amerikai istenek (2017)